# Doornmaat

Doornmaat van een insteekslot

De doornmaat van een slot is de afstand zoals gemeten tussen de voorzijde van het slot (de voorplaat) tot het hart van het kruk- of cilindergat. 
Courante doornmaten zijn 50, 55, 60, 65, 70 en 80 mm.
Enkele standaard doornmaten:
- Woningbouwslot: 50mm
- Projectslot: 60mm